# Naturschutzgebiet Seekar-Bärental
Das Naturschutzgebiet Seekar-Bärental ist ein Naturschutzgebiet in der Koralpe im österreichischen Bundesland Steiermark. Das Gebiet umfasst eine Fläche von 1072 Hektar im Quellgebiet der Schwarzen Sulm.

## Lage und Umgebung
Das Naturschutzgebiet Seekar-Bärental erstreckt sich auf dem Gemeindegebiet von Bad Schwanberg in einer Seehöhe von 1436 bis 2117 m ü. A. Es wird im Westen durch den Hauptkamm des Gebirgszuges mit Moschkogel (1916 m), Hühnerstütze (1989 m), Seespitz (2066 m) und Kleinem Speikkogel (2117 m) begrenzt. Die Südgrenze bildet ein vom Speikkogel über den Ochsenstein (1987 m) zu Großem (1967 m) und Kleinem Frauenkogel (1861 m) auslaufender Kamm. An den Osthängen des Gebirges verläuft die Grenze entlang von Forststraßen und Waldflächen. Kerngebiete sind die Bärentalalm mit dem Ursprung der Schwarzen Sulm und das südlich gelegene Seekar mit dem Speiksee und dem Quellgebiet des Seebaches. Stützpunkte auf dem Gebiet sind die Grünangerhütte und die in den Sommermonaten bewirtschaftete Bärentalhütte.

## Geologie und Geomorphologie
Die überwiegend ostexponierten Hänge im Naturschutzgebiet Seekar-Bärental sind aus unterschiedlichen Schiefergneisen (Plattengneis, pegmatoider Gneis) und Paragneisen (Biotitgneis, Schwanberger Gneis, Glimmerschiefer) aufgebaut. Darin eingeschaltet sind Marmore, Amphibolite, Eklogitamphibolite und Pegmatite.
In den höchsten Bereichen der Koralpe bestehen die am besten entwickelten glazialen Formen des gesamten Steirischen Randgebirges. Die Kare auf der steirischen Seite stellen glazial überformte Talschlüsse des miozän-pliozänen Talsystems der tertiären Ostabdachung dar, wohingegen diese Niveaus aufgrund pleistozäner Zerschneidung am steilen Kärntner Westabfall zum Lavanttal kaum erhalten sind. Zwei der drei Gletscher der Koralpe hatten ihre Nährgebiete im Bärental und im Seekar und reichten bis auf etwa 1400 m Seehöhe hinab. Ihre größte Mächtigkeit erreichte die Eisdecke während der Würm-Kaltzeit, die Kämme blieben dagegen auch in den Kaltzeiten eisfrei.
Teile des Seekars sind von Grobblockhalden, die in postglazialen Felsstürzen entstanden, bedeckt. Die über die Osthänge von Hühnerstütze und Seespitz verstreuten, für die Koralpe charakteristischen Felsöfen wurden unter subtropischen Bedingungen herausgewittert und später freigelegt. Ein markantes Beispiel ist das sogenannte „Ofengwölb“, eine nahe des Seespitz aus den Almmatten herausragende Plattengneisfalte.

## Vegetation

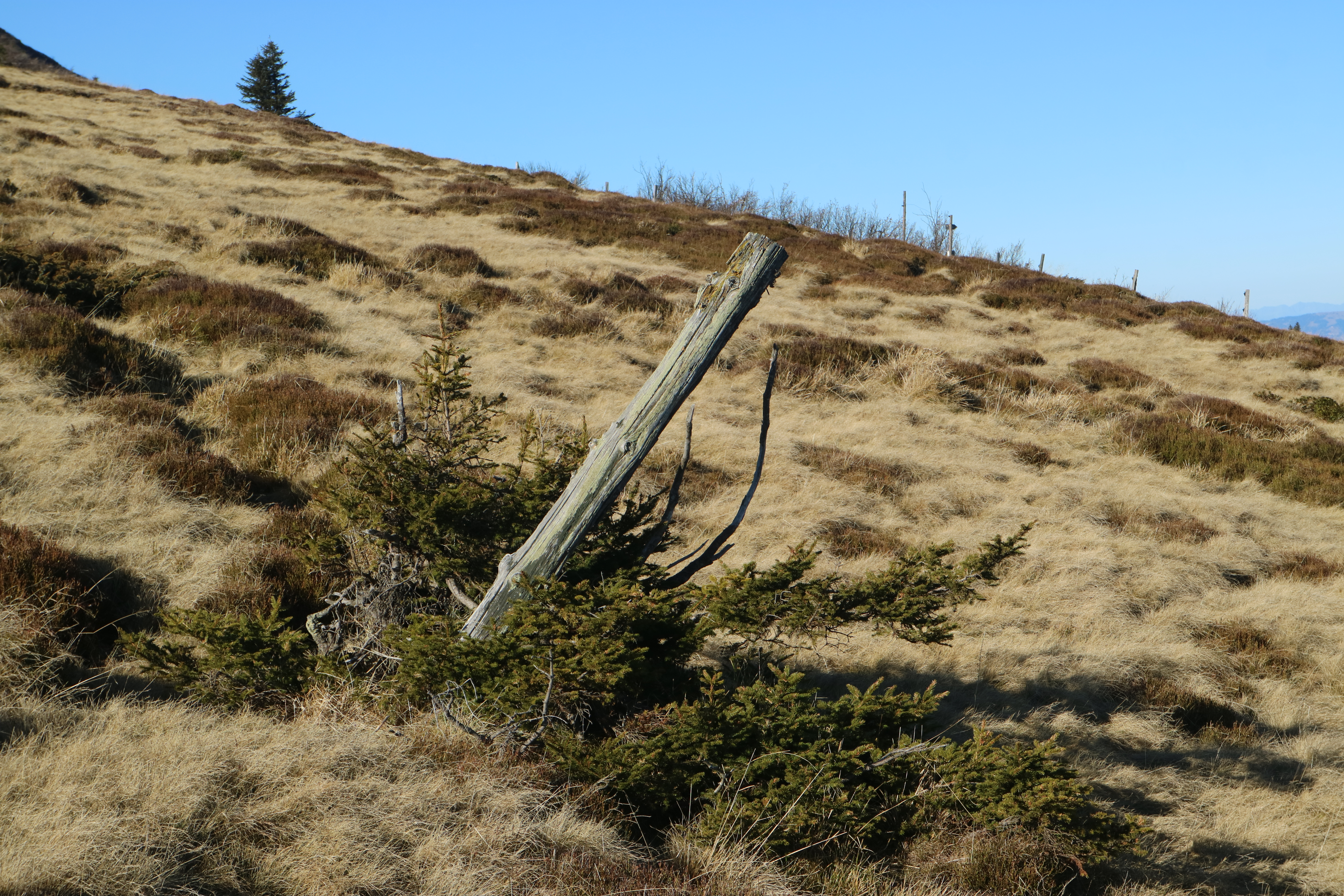
Zwergfichten und Gämsheide-Spaliere nahe Steinmandl

Das Naturschutzgebiet Seekar-Bärental hat Anteil an drei Vegetationshöhenstufen. Die von Fichtenwäldern eingenommenen unteren Hänge gehören der montanen Stufe an. Darüber folgt auf den Karböden und mittleren Hängen die subalpinen Stufe mit Fichtenwäldern sowie Weiderasen und Zwergstrauchheide als Ersatzgesellschaften. Die höchstgelegenen Hänge werden von der (unteren) alpinen Stufe mit Grasheiden, windexponierten Zwergstrauchheiden und Flechtenheiden eingenommen. Die Vegetationsdecke ist wie im benachbarten Großen Kar von anthropogen bedingt waldfreien, kleinräumig-mosaikartig verteilten Pflanzenformationen geprägt.
Dominierende Vegetationsformen im Gebiet sind Krummseggen-Rasen, alpine Zwergstrauchheiden und Borstgrasweiden. Eine Kartierung der FFH-Lebensraumtypen hinsichtlich der Beurteilung eines Europaschutzgebietes wies außerdem Latschenbuschwald, Hochstaudenflur, lebenden Hochmooren, Silikat- und Kalkschutthalden, Silikatfelsen mit Felsspaltenvegetation und Grünerlengebüschen größere Bedeutung zu. Als besonders erhaltenswert wurde der Lebensraumtyp „Artenreiche montane Borstgrasrasen (auf Silikatböden)“ mit Kräutern wie Arnika, Bärtiger Glockenblume, Einköpfigem Ferkelkraut und Schweizer Löwenzahn erachtet.
Am Ufer des Seebaches gedeiht mit der Sturzbach-Gämswurz ein Lokalendemit, dessen Verbreitungsgebiet sich auf die Koralpe beschränkt. Der Korbblütler wird auf der steirischen Seite des Gebirges als stark gefährdet, auf Kärntner Seite als potenziell gefährdet eingestuft.

## Naturschutz
Das Vorkommen der Sturzbach-Gämswurz führte schließlich 1981 zur Verordnung des Naturschutzgebietes Seekar-Bärental durch die Steiermärkische Landesregierung. Jenseits der Landesgrenze wurde ein Jahr später durch das Land Kärnten das Große Kar (Koralmkar) ebenfalls als Naturschutzgebiet ausgewiesen.
Das flächenmäßig kleinere, gemeldete Europaschutzgebiet gemäß Fauna-Flora-Habitat-Richtlinie, FFH Koralpe, liegt größtenteils eingebettet in das Naturschutzgebiet Seekar-Bärental, soll im Südosten aber außerdem Teile der Glitzalm sowie im Norden den Osthang der Brandhöhe umfassen.